# 7781 Townsend
7781 Townsend è un asteroide della fascia principale. Scoperto nel 1993, presenta un'orbita caratterizzata da un semiasse maggiore pari a 1,9566515 UA e da un'eccentricità di 0,0694881, inclinata di 18,69153° rispetto all'eclittica.
È stato così nominato in onore di Charles Townsend, un fisico statunitense che ha svolto ricerche nell'ambito della fisica laser ed è stato presidente delle associazioni astronomiche: Ventura County Astronomical Society e Western Amateur Astronomers.